# Michael Cox (professore)
Michael E. Cox (1947) è un politologo inglese, studioso delle relazioni internazionali.
È professore di relazioni internazionali alla London School of Economics (LSE), dove è co-direttore del IDEE LSE. Insegna anche per il Programma Globale TRIUM Executive MBA, un'alleanza di NYU Stern, della London School of Economics e la scuola HEC of Management. In passato è stato professore anche presso l'Alta Scuola di Economia e delle Relazioni Internazionali (ASERI) della Università Cattolica del Sacro Cuore.
| Controllo di autorità | VIAF (EN) 77484553 · ISNI (EN) 0000 0001 2282 1430 · LCCN (EN) n00025817 · GND (DE) 132770385 · BNE (ES) XX1503274 (data) · BNF (FR) cb123914512 (data) · J9U (EN, HE) 987007424538605171 · NDL (EN, JA) 01103166 · CONOR.SI (SL) 189495907 |